# Mei-Ann Chen
Mei-Ann Chen (Taiwán, 1973) es una directora de orquesta estadounidense de origen taiwanés. Es directora musical de la Sinfonietta de Chicago y directora laureada de la Orquesta Sinfónica de Memphis.

## Biografía
Chen, originaria de Taiwán, quería ser directora de orquesta desde que tenía diez años. A muy temprana edad comenzó a tocar el violín y el piano bajo el auspicio de sus padres, y más adelante aprendió también a tocar la trompeta de forma autodidacta. Sin embargo, los padres de Chen la disuadieron de seguir la carrera de directora, pues consideraban que sería una carrera difícil para una mujer. Le interesaba el concepto de producir un ruido elaborado, particularmente sin el uso de un instrumento. Chen observaba de cerca a su director y comenzó a aprender a dirigir por su cuenta. Coleccionaba batutas, creyendo que "diferentes piezas necesitaban diferentes tipos de batutas". Chen dejó Kaohsiung para estudiar música en Taipéi, donde vivía con su tía y trabajó como directora adjunta del coro de su escuela.
En 1989, Chen asistió a un concierto en Taipei de la American Youth Orchestra, un conjunto itinerante del Conservatorio de Nueva Inglaterra de Boston. Después de la actuación, el acompañante de Chen la llevó a bambalinas, le presentó al director y le preguntó si sería posibleque ella tocara para él. La oportunidad de Chen llegó a la mañana siguiente cuando tocó para el director Benjamin Zander en el bar de un hotel en un sótano cerrado después de lo cual le ofrecieron una beca de inmediato. Actuó con la American Youth Orchestra antes de asistir a la Walnut Hill School, una escuela preparatoria vinculada al Conservatorio de Nueva Inglaterra, dos meses después, a los dieciséis años. Dejó a sus padres, que pensaban que estudiaría para convertirse en concertista de violín, y durante más de tres años vivió con una pareja en Boston a la que se refería como sus "padres estadounidenses" (Mark Churchill y Marylou Speaker Churchill, quien a su vez había sido miembro de la Portland Junior Symphony). Chen continuó su trabajo de pregrado y posgrado en el Conservatorio. Speaker enseñó a Chen, que también recibió clases de violín de James Buswell y Eric Rosenblith, así como la supervisión en dirección de Frank Battisti y Richard Hoenich. Chen se convirtió en la primera persona en graduarse del Conservatorio de Nueva Inglaterra con una doble maestría en dirección e interpretación de violín y recibió dos reconocimientos de la institución: la Medalla Chadwick por su destacado trabajo de pregrado y la Medalla Schuller por "contribución extraordinaria a la vida musical en la comunidad". Más ahdelante en su carrera, en octubre de 2010, Chen regresó al Conservatorio de Nueva Inglaterra como directora invitada de la Filarmónica. Chen dedicó el concierto a la difunta Marylou Speaker Churchill y agradeció a Benjamin Zander y al decano emérito Mark Churchill el "hacer posible su carrera".
Chen permaneció en Boston durante nueve años hasta que asistió a la Universidad de Míchigan para obtener el título de Doctora en Artes Musicales en dirección. Allí estudió con Kenneth Kiesler y Martin Katz, fue directora musical de las orquestas del campus y también se convirtió en directora del Arbor Opera Theatre.

## Carrera profesional
En 2001, Chen fue la finalista más joven en el Concurso de Directores de Maazel-Vilar en Tokio. En 2002, Leonard Slatkin propuso a Chen dirigir la Sinfónica Nacional en el Centro Kennedy del Instituto Nacional de Dirección. Chen recibió una beca para estudiar en el Festival y Escuela de Música de Aspen con David Zinman. Al año siguiente, la Liga de Orquestas Sinfónicas Estadounidenses (ahora conocida como la Liga de Orquestas Estadounidenses) invitó a Chen a participar en el National Conductor Preview.

### Filarmónica Juvenil de Portland
Chen se convirtió en la cuarta directora de orquesta de la Filarmónica Juvenil de Portland (PYP) en 2002 después de ser seleccionada por un comité de padres con "inclinaciones musicales", un miembro de la orquesta y representantes de la Orquesta Sinfónica de Oregón y la Ópera de Portland. Dirigió tanto el conjunto Filarmónico como la Orquesta del Conservatorio. Uno de los miembros de la junta de la organización recordaba que durante su audición, Chen rápidamente captó el sentimiento de la orquesta, mostrando "maravillosas habilidades de comunicación y autenticidad".
Durante los cinco años que estuvo en la organización, PYP debutó en el Carnegie Hall, recibió su tercer premio ASCAP en 2004 por programación innovadora y comenzó a colaborar con la Sinfónica de Oregón (Chen fue directora asistente del conjunto de 2003 a 2005) y Música de Cámara del Noroeste. En abril de 2005, Chen se convirtió en la primera mujer en ganar el Concurso Malko, el "premio más prestigioso del mundo" para jóvenes directores. También ganó la Beca Taki Concordia en 2007, un premio establecido por el director musical de la Orquesta Sinfónica de Baltimore, Marin Alsop, para apoyar a las directoras "prometedoras". Chen recibió el premio Sunburst de Young Audiences por su contribución a la educación musical y fue nombrada "Educadora de la semana" por la estación de radio KKCW.
Mientras era directora de la Filarmónica, Chen instaló una caja en su oficina para que los estudiantes pudieran dejarle notas sobre ellos mismos. Un músico de la orquesta sentía que Chen era "un poco formal" durante el ensayo, pero que era "como una hermana mayor" una vez que terminaban de practicar. Chen ha sido descrita como un "petardo: pequeño, brillante y lleno de ka-boom", y su entusiasmo a veces le hacía perder el aliento. Uno de los miembros de la junta de la organización elogiaba la actitud de Chen y creía que su falta de ego era una "cualidad rara en los mejores intérpretes sinfónicos".
Chen rechazó un puesto en la Orquesta Sinfónica de Oregón para continuar trabajando en el PEP, recordando que: Se convirtieron en mis hijos, no había manera de que los abandonara. Así que tomé una decisión muy inusual. Dejé mi puesto profesional en la Sinfónica de Oregón y me quedé en la orquesta juvenil. La gente pensó que estaba loca por quedarme en una orquesta juvenil en lugar de buscar una oportunidad más profesional. Ya les he contado la historia de mi vida, y una orquesta juvenil cambió mi vida y me dio la oportunidad de cumplir mis sueños, siento que trabajar con músicos jóvenes es una forma de devolverles el favor. Me cambió la vida y me gustaría poner mi granito de arena para cambiar la vida de otras personas. En 2007, acompañó a la orquesta en una gira internacional por Asia, donde sus padres la vieron dirigir por primera vez. La Filarmónica ofreció un total de seis funciones entre el 29 de junio y el 17 de julio en Kaohsiung, Tainan y Taipei, Taiwán, así como en Seúl y Ulsan, Corea del Sur. Aunque Chen inicialmente pensó que se quedaría en la Filarmónica durante diez años, se fue en 2007 para convertirse en directora asistente de la Sinfónica de Atlanta. En relación con su partida, señaló que: "Los músicos del PEP se han convertido en mis hijos. Cuando miro hacia atrás, estos cinco años siempre serán el momento más memorable de mi carrera musical". Entre los directores invitados durante la temporada 2007-2008 cabe mencionar a Ken Selden, director de estudios orquestales de la Universidad Estatal de Portland, el ex director de orquesta de la Sinfónica de Seattle, Alastair Willis, y los ex directores del PEP Huw Edwards y la propia Chen.

### Baltimore, Menfis, Chicago
Chen fue directora adjunta de la Orquesta Filarmónica de Los Ángeles durante su permanencia en PYP. Tras su partida, se convirtió en directora asistente de la Sinfónica de Atlanta durante dos temporadas (2007-2009). En abril de 2009, Chen retiró su candidatura a directora musical de la Orquesta Filarmónica de Lexington. Su siguiente posición fue el de directora asistente de la Orquesta Sinfónica de Baltimore para la temporada 2009-2010, aunque nunca llegó a dirigir ningún programa oficial y dirigió principalmente programas para niños. Ambos puestos eran patrocinados por la Liga de Orquestas Estadounidenses.
En febrero de 2010, la Orquesta Sinfónica de Memphis nombró a Chen directora musical, a partir de la temporada 2010-2011, siendo la primera mujer en ocupar el cargo. El mandato de tres años de Chen comenzó en septiembre de 2010. El contrato de Chen se renovó por tres años más en 2012, extendiéndolo hasta la temporada 2015-2016. Durante su mandato en Memphis, se instaló en Mud Island, Memphis. Chen concluyó su mandato con la orquesta en 2016, y ahora tiene el título de directora laureada de la orquesta.
Chen se convirtió en directora musical de la Chicago Sinfonietta el 1 de julio de 2011, con un contrato inicial de 4 años. Ha grabado un álbum comercial con la Sinfonietta lanzado el 28 de mayo de 2013, titulado Delights & Dances, en el sello Çedille. En mayo de 2014, la Chicago Sinfonietta extendió su contrato inicial hasta la temporada 2016-2017. En mayo de 2016, la orquesta prorrogó de nuevog el contrato de Chen hasta la temporada 2018-2019.
En diciembre de 2015, Musical America nombró a Chen como una de sus "30 Top Influencers" de 2015. Chen fue directora artística y directora del Festival de Verano de la Orquesta Sinfónica Nacional de Taiwán de 2016.
En 2019, Chen se convirtió en la principal directora invitada de recreación: Grosses Orchester Graz. En mayo de 2021, la orquesta anunció el nombramiento de Chen como su próxima directora principal, a partir de la temporada 2021-2022. Chen es la primera mujer directora y la primera directora asiática en ser nombrada para este puesto con recreación: Grosses Orchester Graz.